# Koehneola repens
Koehneola repens là một loài thực vật có hoa trong họ Cúc. Loài này được (Griseb. ex Urb.) Urb. mô tả khoa học đầu tiên năm 1901.